# Яшкульский район
Я́шкульский райо́н (калм. Яшкулин улс) — административно-территориальная единица в составе Республики Калмыкия Российской Федерации, в границах которой образован муниципальный район Я́шкульское районное муниципальное образование.
Административный центр — посёлок Яшкуль.

## История
Район образован 25 января 1920 как Икицохуровский улус. Центр посёлок — Яшкуль, территория — 11478 кв.км, население — 11,5 тыс. человек. В состав улуса входили Ачинеровский, Зюнгарский, Кетченер-Шебенеровский, Чилгирский и Эркетеневский аймаки.
Постановлением ВЦИК и СНК РСФСР от 25 ноября 1920 года Икицохуровский улус вошёл в состав вновь образованной Автономной области калмыцкого народа. В соответствии с постановлением ВЦИК и СНК РСФСР от 25 ноября 1920 года Пленум Калмыцкого ЦИКа от 13 января 1921 года постановил включить в состав Икицохуровского улуса село Улан Эрге. 14 февраля 1923 года Президиум ВЦИК утвердил новое административное деление Икицохуровского улуса Калмыцкой области в следующем составе аймаков: Ачинеровский, Зюнгаровский, Кетченер-Шебенеровский, Хошеутовский, Чилгиро-Сатхаловский и Эркетеневский.
Постановлением Президиума ВЦИК от 30 марта 1930 года Икицохуровский улус был расформирован, территория улуса разделена между Центральным, Приволжским и Приморским улусами.
В 1934 году Постановлением Президиума ВЦИК был образован Черноземельский улус с центром в селе Яшкуль путём выделения его из состава Центрального улуса. В состав Черноземельского улуса включены 6 сельских Советов: Ачинеровский, Зюнгаровский, Кетченеровский, Сатхаловский, Уланэргинский, Чилгирский и территории отгонных пастбищ «Чёрные земли».
Территория Черноземельского улуса составляла 24259 кв.км, население — 15,8 тыс.человек.
С 1944 года Черноземельский улус упразднён, а его территория передана в Степновский район Астраханской области.
Указом Президиума Верховного Совета РСФСР от 12 января 1957 года в связи с восстановление автономии калмыцкого народа был образован Яшкульский район за счёт ликвидации Степновского района Ставропольского края и передачи его территории Калмыцкой автономной области. В состав района вошли Красинский (бывший Уланэргинский), Лиманный, Манычский, Придорожный, Южный, Яшкульский (Песчаный) поселковые Советы, совхозы: Кировский, Гашунский, Лиманный и совхоз «108».
Президиум Верховного Совета РСФСР 22 августа 1961 года утвердил произведённые Президиумом Верховного Совета Калмыцкой АССР переименования населённых пунктов: посёлок Лиманный — в п. Чилгир, п. Придорожный — в п. Хулхута, п. Путевой — в п. Утта, п. Красный — в п. Улан Эрге, п. Беловодный — в п. Цаган-Усн, п. Холмистый — в п. Тавн-Гашун.
Указом Президиума Верховного Совета Калмыцкой АССР от 10 октября 1961 года переименованы: Адыковский сельский Совет — в Тавн — Гашунский, Придорожный — в Хулхутинский.
В 1963 году Яшкульский район ликвидирован, основная территория вошла в состав Черноземельского района.
12 января 1965 года на основании постановления Президиума Верховного Совета РСФСР вновь образовался самостоятельный Яшкульский район. В состав района вошли Гашунский, Привольненский, Тавн Гашунский, Хулхутинский, Чилгирский сельские Советы и Яшкульский поселковый Совет, совхозы: Кировский, Лиманный, Тавн-Гашунский, Гашунский. В 1965 году Молодёжненский сельский Совет Юстинского района передан в административное подчинение Яшкульского района.

## География
Площадь территории района составляет 11 769 км². Район граничит на западе с Целинным районом, на севере — с Кетченеровским и Юстинским районами, на востоке — с Астраханской областью, на юго-востоке и юге — с Черноземельским районом, на юго-западе — с Ики-Бурульским районом. Расстояние от районного центра до г. Элиста — 93 км. По территории района проходит федеральная автодорога Р216 (Астрахань—Элиста), региональные автодороги Яшкуль—Комсомольский-Артезиан, Утта—Цаган Аман.
Район находится в зоне полупустынь, практически полностью в пределах Прикаспийской низменности. Юго-запад района частично расположен на восточных склонах Ергенинской возвышенности.
Гидрография
Гидрографическая сеть на территории Яшкульского района развита очень слабо. Реки Яшкульского района относятся к категории малых рек Калмыкии и они представлены водотоками восточного склона Ергенинской возвышенности. В юго-западной части района с запада на восток протекают речки Яшкуль, Элиста, Бурата-Сала, Улан-Зуха, которые принадлежат к бессточным бассейнам и летом пересыхают, образуя отдельные плёсы. В этой же части района проходят каналы, которые тянутся с востока на запад, с севера на юг. Главным источником питания рек являются талые снеговые воды. Дождевое питание их ничтожно, так как скудные осадки теплого периода года, как правило, не дают стока, полностью испаряются.
Крупнейшим водоёмом на территории района является озеро (водохранилище) Деед-Хулсун. К числу относительно крупных водоёмов также относятся озеро Канурка, Улан-Эргинское водохранилище; водохранилище на р. Улан-Зуха, озеро Бузга.
Почвы
В Яшкульском районе в структуре почвенного покрова преобладают бурые полупустынные преимущественно дефлированные почвы супесчаного и песчаного гранулометрического состава, значительные площади заняты песками. Более 70 % сельскохозяйственных угодий подвержены ветровой эрозии. Широкое распространение имеют солонцы и солончаки.

## Население
| 1959    | 1970    | 1979    | 1989    | 1990    | 1995    | 2000    | 2002    | 2005    |
| ------- | ------- | ------- | ------- | ------- | ------- | ------- | ------- | ------- |
| 18 610  | ↗20 209 | ↗20 296 | ↗21 086 | ↗21 341 | ↘19 676 | ↘17 024 | ↘15 734 | ↘15 328 |
| 2008    | 2009    | 2010    | 2011    | 2012    | 2013    | 2014    | 2015    | 2016    |
| ↘14 832 | ↘14 634 | ↗15 270 | ↘15 220 | ↘15 062 | ↘14 915 | ↘14 708 | ↘14 707 | →14 707 |
| 2017    | 2018    | 2019    | 2020    | 2021    | 2024    |         |         |         |
| ↗14 871 | ↗14 940 | ↘14 878 | ↗14 939 | ↘14 845 | ↗15 057 |         |         |         |

Согласно прогнозу Минэкономразвития России, численность населения будет составлять:
- 2024 — 15,48 тыс. чел.
- 2035 — 15,59 тыс. чел.

Максимальная интенсивность миграции в Яшкульском районе была отмечена 1992—2002 годах. Несмотря на снижение темпов отток населения продолжается (-280 человек в 2011 году).
В 2008 году рождаемость (18 ‰) превышала смертность (9 ‰), однако нетто-коэффициент воспроизводства населения (Ro) продолжал оставаться недостаточным для простого замещения поколений (в 2009 году 0,871 при норме 1,0).
Распределение населения
Население района распределено неравномерно. Более половины населения района проживает в районном центре (посёлок Яшкуль).
Изменение доли районного центра (посёлок Яшкуль) в численности населения района за период с 1959 по 2010 год по данным всесоюзных и всероссийских переписей
:
Национальный состав
По данным Всероссийской переписи населения 2010 года:
| Национальность | Численность (чел.) | Процентное соотношение |
| -------------- | ------------------ | ---------------------- |
| Калмыки        | 9 736              | 63,76%                 |
| Русские        | 2 298              | 15,05%                 |
| Казахи         | 970                | 6,35%                  |
| Даргинцы       | 961                | 6,29%                  |
| Чеченцы        | 411                | 2,69%                  |
| Аварцы         | 268                | 1,76%                  |
| Татары         | 58                 | 0,38%                  |
| Украинцы       | 55                 | 0,36%                  |
| Другие         | 513                | 3,36%                  |
| Всего          | 15 270             | 100,00%                |

По итогам переписи населения 2020 года проживали следующие национальности (национальности менее 0,1 % и другое см. в сноске к строке «Другие»):
| Национальность | Численность, чел. | Доля     |
| -------------- | ----------------- | -------- |
| Калмыки        | 10 075            | 67,87 %  |
| Русские        | 1887              | 12,71 %  |
| Даргинцы       | 908               | 6,12 %   |
| Казахи         | 883               | 5,95 %   |
| Чеченцы        | 441               | 2,97 %   |
| Аварцы         | 223               | 1,50 %   |
| Узбеки         | 50                | 0,34 %   |
| Татары         | 37                | 0,25 %   |
| Корейцы        | 34                | 0,23 %   |
| Ингуши         | 34                | 0,23 %   |
| Андийцы        | 32                | 0,22 %   |
| Азербайджанцы  | 20                | 0,13 %   |
| Армяне         | 18                | 0,12 %   |
| Киргизы        | 17                | 0,11 %   |
| Кумыки         | 17                | 0,11 %   |
| Немцы          | 15                | 0,10 %   |
| Другие         | 154               | 1,04 %   |
| Итого          | 14 845            | 100,00 % |

## Территориально-муниципальное деление
В Яшкульском районе 27 населённых пунктов в составе 12 сельских поселений:
| №  | Сельские поселения                                | Административный центр | Количество населённых пунктов | Население | Площадь, км² |
| -- | ------------------------------------------------- | ---------------------- | ----------------------------- | --------- | ------------ |
| 1  | Гашунское сельское муниципальное образование      | посёлок Гашун          | 5                             | ↗1033     | 748,92       |
| 2  | Молодёжненское сельское муниципальное образование | посёлок Молодёжный     | 1                             | ↘406      | 1 006,66     |
| 3  | Привольненское сельское муниципальное образование | посёлок Привольный     | 1                             | ↘769      | 1815,8       |
| 4  | Тавнгашунское сельское муниципальное образование  | посёлок Тавн-Гашун     | 3                             | ↗345      | 6040         |
| 5  | Уланэргинское сельское муниципальное образование  | посёлок Улан Эрге      | 3                             | ↗927      | 501,8        |
| 6  | Уттинское сельское муниципальное образование      | посёлок Утта           | 1                             | ↗752      | 1037,74      |
| 7  | Хартолгинское сельское муниципальное образование  | посёлок Хар-Толга      | 1                             | ↗465      |              |
| 8  | Хулхутинское сельское муниципальное образование   | посёлок Хулхута        | 3                             | ↗511      | 1545,55      |
| 9  | Цаган-Уснское сельское муниципальное образование  | посёлок Цаган-Усн      | 2                             | ↗427      | 1055         |
| 10 | Чилгирское сельское муниципальное образование     | посёлок Чилгир         | 4                             | ↘1138     | 1400,54      |
| 11 | Элвгинское сельское муниципальное образование     | посёлок Элвг           | 1                             | ↗249      | 114          |
| 12 | Яшкульское сельское муниципальное образование     | посёлок Яшкуль         | 2                             | ↘7823     | 1008         |

| №  | Населённый пункт | Тип     | Население | Муниципальное образование                         |
| -- | ---------------- | ------- | --------- | ------------------------------------------------- |
| 1  | Гашун            | посёлок | ↘750      | Гашунское сельское муниципальное образование      |
| 2  | Дружный          | посёлок | ↘17       | Уланэргинское сельское муниципальное образование  |
| 3  | Зюнгар           | посёлок | ↗69       | Чилгирское сельское муниципальное образование     |
| 4  | Кёк-Нур          | посёлок | ↘0        | Уланэргинское сельское муниципальное образование  |
| 5  | Молодёжный       | посёлок | ↘406      | Молодёжненское сельское муниципальное образование |
| 6  | Ниицян           | посёлок | ↗82       | Чилгирское сельское муниципальное образование     |
| 7  | Олинг            | посёлок | ↗60       | Яшкульское сельское муниципальное образование     |
| 8  | Партизанский     | посёлок | ↗3        | Цаган-Уснское сельское муниципальное образование  |
| 9  | Привольный       | посёлок | ↘769      | Привольненское сельское муниципальное образование |
| 10 | Рассвет          | посёлок | ↗11       | Хулхутинское сельское муниципальное образование   |
| 11 | Ревдольган       | посёлок | ↗105      | Гашунское сельское муниципальное образование      |
| 12 | Степной          | посёлок | ↘8        | Хулхутинское сельское муниципальное образование   |
| 13 | Тавн-Гашун       | посёлок | ↗396      | Тавнгашунское сельское муниципальное образование  |
| 14 | Теегин Герл      | посёлок | →0        | Тавнгашунское сельское муниципальное образование  |
| 15 | Улан Зуух        | посёлок | ↘7        | Гашунское сельское муниципальное образование      |
| 16 | Улан Эрге        | посёлок | ↘919      | Уланэргинское сельское муниципальное образование  |
| 17 | Утта             | посёлок | ↗752      | Уттинское сельское муниципальное образование      |
| 18 | Харгата          | посёлок | ↗22       | Тавнгашунское сельское муниципальное образование  |
| 19 | Хар-Толга        | посёлок | ↗465      | Хартолгинское сельское муниципальное образование  |
| 20 | Хогн             | посёлок | ↘21       | Гашунское сельское муниципальное образование      |
| 21 | Хулхута          | посёлок | ↘503      | Хулхутинское сельское муниципальное образование   |
| 22 | Цаган-Усн        | посёлок | ↘511      | Цаган-Уснское сельское муниципальное образование  |
| 23 | Чилгир           | посёлок | ↗982      | Чилгирское сельское муниципальное образование     |
| 24 | Шарва            | посёлок | ↘8        | Чилгирское сельское муниципальное образование     |
| 25 | Элвг             | посёлок | ↗249      | Элвгинское сельское муниципальное образование     |
| 26 | Эрмели           | посёлок | ↘245      | Гашунское сельское муниципальное образование      |
| 27 | Яшкуль           | посёлок | ↘7763     | Яшкульское сельское муниципальное образование     |

### Упразднённые населённые пункты
В 2001 году были упразднены посёлки Ацан Худук и Пионерский

## Экономика
Валовой районный продукт в 2010 году составил 1363 млн руб.. По оценке показателей 2010 года в структуре производимого на территории района валового продукта 69,4 % занимает продукция сельского хозяйства, 1,8 % — промышленности, 22,6 % — торговли, общественного питания и бытового обслуживания, 6,2 % — строительства.
Сельское хозяйство
Яшкульский район один из крупнейших сельскохозяйственных районов Республики Калмыкия. Природно-климатические условия района, большие пастбищные территории предопределили ведущую отрасль сельскохозяйственного производства — животноводство. Основными отраслями животноводства района являются мясное скотоводство — 54,2 тыс. голов, овцеводство — 541,1 тыс. голов и развивающееся табунное коневодство — 2,8 тыс. голов (2011).
Растениеводство является вспомогательной отраслью и специализируется на кормопроизводстве. Основными источниками для создания запасов грубых кормов для животноводства служат естественные сенокосы, в том числе лиманы, используемая площадь которых колеблется от 33,5 до 53,1 тыс. га
Промышленность
Промышленность не является доминирующей отраслью. В районе отсутствуют крупные промышленные предприятия, существующие производства связаны с переработкой сельскохозяйственного сырья и производством неметаллических минеральных смесей (хлеб, хлебобулочные изделия, мука, мясная продукция, колбасные изделия, асфальтные смеси). Общая численность занятых в отрасли составляет 142 чел. (2010).